# Fred Hildebrand
Fred Hildebrand é um quadrinista, ilustrador, artista visual e professor de histórias em quadrinhos brasileiro. A partir de 2005, começou a atuar como desenhista da série independente em quadrinhos em estilo mangá Patre Primordium, escrita por Ana Recalde. Foi o  arte-finalista de Hansel & Gretel, adaptação em mangá no gênero steampunk de João e Maria (Hansel e Gretel no original) escrito por Douglas MCT e ilustrada por Rafi Bluebunny, publicada em 2016 pela NewPOP Editora.

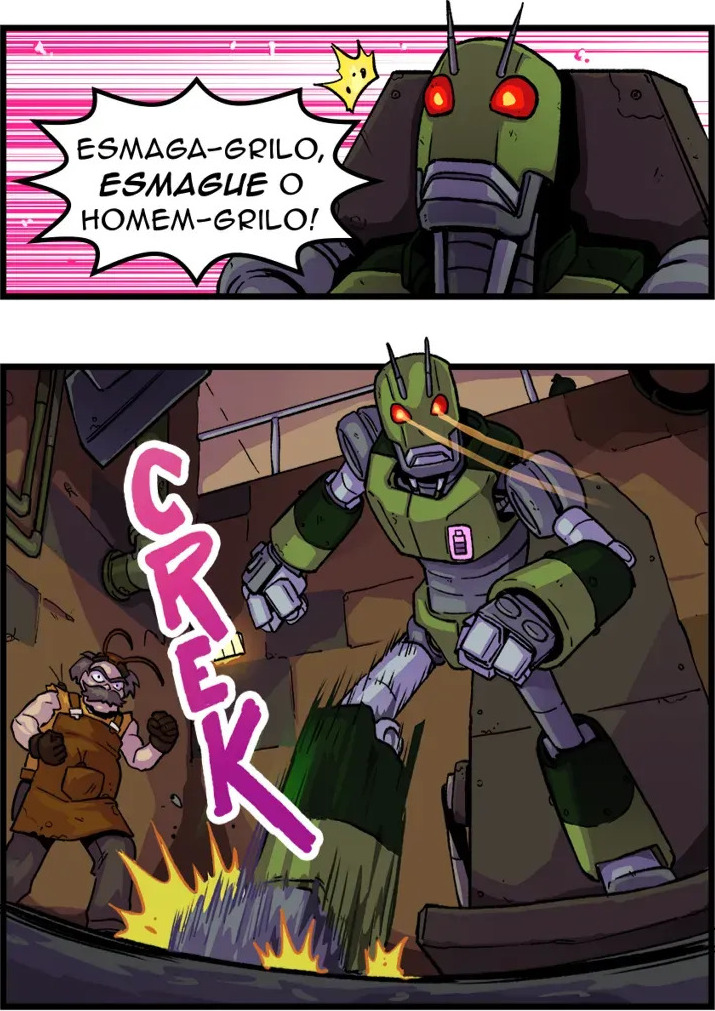
Arte de Fred Hildebrant para a webcomic Homem-Grilo, escrita por Cadu Simões.

E m 2020, lançou a webcomic autoral Spaceshit, que ganhou posteriormente uma edição impressa. Em 2021, assumiu como desenhista oficial do personagem Homem-Grilo, de Cadu Simões.
Em 2023, Hildebrand ganhou o 35º Troféu HQ Mix na categoria de melhor web quadrinhos por seu trabalho na webcomic do Homem-Grilo.